# Torre della Catena (Verona)
La torre della Catena è un edificio militare costruito nel corso del XIV secolo sul letto dell'Adige come parte del sistema difensivo scaligero della città di Verona. La torre, ora in disuso, si trova tra il ponte Catena e il Ponte Risorgimento.

## Storia
Tra il 1321 e il 1325 il principe veronese Cangrande della Scala commissionò al maestro Calzaro l'edificazione della cinta muraria di destra Adige, che si attestava sul fiume in prossimità di una più antica cortina che proteggeva il borgo di San Zeno, lungo la quale si apriva tra l'altro, in prossimità del fiume, l'antica porta Fura.
Pochi metri all'esterno della porta, la cortina turrita scaligera si protende ad angolo per formare uno sperone sporgente lungo la riva fluviale, che sosteneva un capo della catena di sbarramento a monte della città. Nell'ambito di questo ampio intervento venne pertanto realizzata la torre della Catena al centro del fiume; inoltre molto probabilmente una terza torre, non più presente, doveva sorgere sulla riva opposta, per sostenere gli altri capi della catena.
Il sistema di catene era ancora in funzione durante l'amministrazione della Repubblica di Venezia, quando veniva messa in opera di notte per impedire alle imbarcazioni il contrabbando o per evitare atti militari ostili.